# 圣保罗德卢布勒萨克
圣保罗-德卢布勒萨克（法語：Saint-Paul-de-Loubressac，法語發音：[sɛ̃ pɔl də lubʁəsak]）是法国洛特省的一个旧市镇，属于卡奥尔区。2016年1月1日，圣保罗-德卢布雷萨克与市镇弗洛尼亚克合并为新市镇圣保罗-弗洛尼亚克。

## 地理
圣保罗-德卢布勒萨克（44°17'50"N, 1°26'54"E）面积20.19 平方千米，位于法国奧克西塔尼大區洛特省，该省份为法国西南部内陆省份，北起顺时针与科雷兹省、康塔爾省、阿韦龙省、塔恩-加龙省、洛特-加龍省和多尔多涅省接壤。
与圣保罗-德卢布勒萨克接壤的市镇（或旧市镇、城区）包括：蒙费尔米耶、凯尔西地区蒙珀扎、卡斯泰尔诺蒙拉捷、圣保罗-弗洛尼亚克、丰塔讷、蒙杜梅尔克、佩恩。
圣保罗-德卢布勒萨克的时区为UTC+01:00、UTC+02:00（夏令时）。

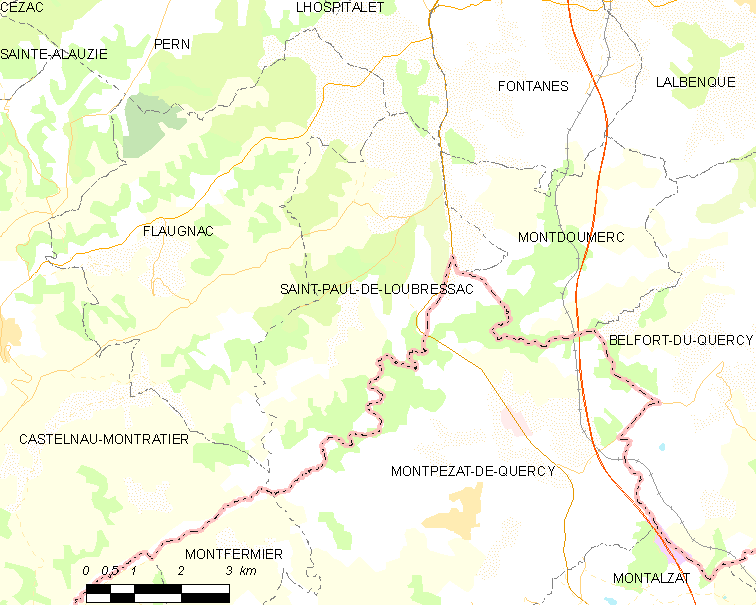
圣保罗-德卢布勒萨克的OSM定位图

## 行政
圣保罗-德卢布勒萨克的邮政编码为46170，INSEE市镇编码为46287。

## 政治
圣保罗-德卢布勒萨克所属的省级选区为南凯尔西边区县。

## 人口

1962-2008年间圣保罗-德卢布勒萨克人口变化图示

圣保罗-德卢布勒萨克于2018年1月1日时的人口数量为591人。